# Kervo gård
Kervo gård (finska: Keravan kartano) är en herrgård i Kervo i det finländska landskapet Nyland. Gården, som bildades 1650, kallas också för Humleberg. Idag ansvarar Kervo stad för verksamheten i gårdens huvudbyggnad.

## Historia
Kervo gård var ett säteri från 1680 till 1682 varefter gården blev ett stärirusthåll. År 1745 separerades Lapila gård från Kervo gård. År 1930 blev hälften av Heikkilä hemman en del av Kervo gård.

### Huvudbyggnad
Under stora ofreden brändes Kervo gård ner av ryssar. Gårdens nuvarande huvudbyggnad färdigställdes åren 1809-1810 och det nuvarande utseendet fick gården 1928. Byggnaden har två våningar och ett mansardtak. År 1928 när gården renoverades byggdes nya bostadsrum i vinden som hade tidigare haft endast två kammare. Då byggdes även verandan om till en glasveranda. Det finns åtta rum i nedre våningen och sex rum i övre våningen. Byggnaden har utvidgats med fyra rum. Till den ursprungliga inredningen i Kervo gård hörde bland annat ett taffelpiano och en soffa i matsalen som båda representerar sen empirstil. Över soffan fanns det en spegel i empirstil gjord av mahogny.

### Ägarlängd
| Namn                            | Yrke              | År        |
| ------------------------------- | ----------------- | --------- |
| Fredrik Joakimsson Stålhielm    |                   | 1649-?    |
| Gerhard von Schrowe             | major             | 1661-1664 |
| Anna Elisabeth Strahlendorf     | Gerhards änka     | 1664-1675 |
| Gustav Johan von Schrowe        | major             | 1676-1713 |
| Gustav Johan Blåfield           | länsfiskal        | 1714-1744 |
| Georg Wilhelm Clayhills         | borgmästare       | 1745-1755 |
| Gouvenius                       | borgmästare       | 1756-1771 |
| Henrik Mathias Nassokin         | kapten            | 1772-1784 |
| Anna Lovisa Sture               | Henriks änka      | 1784-1805 |
| fröken Hedvig Elisabet Nassokin |                   | 1806-1817 |
| Hedvigs arvingar                |                   | 1818-1825 |
| Adolf Fredrik Jaekell           | kapten            | 1863-1878 |
| Olivia Sofia Jaekell            |                   | 1878-1919 |
| Johan Ludvig Moring             | vicehäradshövding | 1919-     |
| Kervo stad                      |                   | 1991-     |